# 布罗德兰 (南达科他州)
布罗德兰（英語：Broadland）是美国南达科他州下属的一座城鎮。根据2010年美国人口普查，该鎮有人口31人。论人口在本州排行第293。